# Montpellier Hérault Sport Club 2020-2021 (femminile)
Questa voce raccoglie le informazioni riguardanti la squadra femminile del Montpellier Hérault Sport Club nelle competizioni ufficiali della stagione 2020-2021.

## Divise e sponsor
La grafica riproponeva l'abbinamento cromatico adottato dal Montpellier maschile. Main sponsor era Mutuelles du Soleil, lo sponsor tecnico, fornitore delle tenute da gioco, era Nike.
| Casa | Trasferta | Terza divisa |

## Organigramma societario
Area tecnica
- Allenatore: Frédéric Mendy
- Vice allenatore:
- Preparatore dei portieri:
- Preparatore atletico:
- Medico sociale:
- Fisioterapista:
- Coordinatore:

## Rosa
Rosa, ruoli e numeri di maglia come da sito ufficiale, aggiornati al 13 marzo 2021.
| N. |                        | Ruolo | Calciatrice               |
| -- | ---------------------- | ----- | ------------------------- |
| 1  | Germania (bandiera)    | P     | Lisa Schmitz              |
| 3  | Francia (bandiera)     | D     | Inès Belloumou            |
| 4  | Francia (bandiera)     | D     | Marion Torrent (capitano) |
| 5  | Francia (bandiera)     | D     | Elisa De Almeida          |
| 6  | Paesi Bassi (bandiera) | C     | Anouk Dekker              |
| 7  | Paesi Bassi (bandiera) | A     | Ashleigh Weerden          |
| 9  | Australia (bandiera)   | A     | Mary Fowler               |
| 11 | Haiti (bandiera)       | A     | Nérilia Mondésir          |
| 12 | Francia (bandiera)     | D     | Maëlys Mpome              |
| 13 | Germania (bandiera)    | D     | Leonie Pankratz           |

| N. |                       | Ruolo | Calciatrice          |
| -- | --------------------- | ----- | -------------------- |
| 16 | Francia (bandiera)    | P     | Cindy Perrault       |
| 17 | Finlandia (bandiera)  | A     | Adelina Engman       |
| 18 | Slovacchia (bandiera) | C     | Dominika Škorvánková |
| 19 | Croazia (bandiera)    | C     | Iva Landeka          |
| 20 | Francia (bandiera)    | D     | Maëlle Lakrar        |
| 23 | Francia (bandiera)    | D     | Morgane Nicoli       |
| 22 | Germania (bandiera)   | A     | Lena Petermann       |
| 27 | Austria (bandiera)    | C     | Sarah Puntigam       |
| 29 | Francia (bandiera)    | A     | Clarisse Le Bihan    |
| 40 | Francia (bandiera)    | P     | Marie Petitau        |

## Calciomercato

### Sessione estiva
| Acquisti | Acquisti             | Acquisti      | Acquisti      |
| R.       | Nome                 | da            | Modalità      |
| -------- | -------------------- | ------------- | ------------- |
| P        | Marie Petiteau       | Bordeaux      | definitivo    |
| D        | Leonie Pankratz      | Hoffenheim    | definitivo    |
| C        | Dominika Škorvánková | Bayern Monaco | definitivo    |
| C        | Manon Uffren         | Saint-Étienne | fine prestito |
| A        | Ashleigh Weerden     | Twente        | definitivo    |
| A        | Adelina Engman       | Chelsea       | definitivo    |

| Cessioni | Cessioni         | Cessioni        | Cessioni   |
| R.       | Nome             | a               | Modalità   |
| -------- | ---------------- | --------------- | ---------- |
| D        | Sakina Karchaoui | Olympique Lione | definitivo |
| C        | Sandie Toletti   | Levante         | definitivo |
| C        | Manon Uffren     | Saint-Étienne   | definitivo |
| A        | Valérie Gauvin   | Everton         | definitivo |

### Sessione invernale
| Acquisti | Acquisti | Acquisti | Acquisti |
| R.       | Nome     | da       | Modalità |
| -------- | -------- | -------- | -------- |
|          |          |          |          |

| Cessioni | Cessioni              | Cessioni | Cessioni   |
| R.       | Nome                  | a        | Modalità   |
| -------- | --------------------- | -------- | ---------- |
| D        | Easther Mayi Kith     | Metz     | definitivo |
| A        | Marija Banusic        | Roma     | definitivo |
| A        | Marie-Charlotte Léger | Soyaux   | definitivo |

## Risultati

### Division 1

#### Girone di andata
| Fleury-Mérogis 5 settembre 2020, ore 18:30 CEST 1ª giornata | Fleury | 0 – 0 referto | Montpellier | Stadio Auguste Gentelet N°2. Campo Walter Felder (302 spett.)\| Arbitro: \| Laur \| |
| Arbitro:                                                    | Laur   |               |             |                                                                                     |

| Arbitro: | Elbour |

|                              |           |  |
| Puntigam 33’ Škorvánková 36’ | Marcatori |  |

| Arbitro: | Cruchon |

|                 |           |                                     |
| Stapelfeldt 87’ | Marcatori | 18’, 28’ Petermann 50’, 64’ Banusic |

| Arbitro: | Collin |

|                            |           |           |
| Fowler 79’ Petermann 90+1’ | Marcatori | 57’ Viens |

| Arbitro: | Maïka Vanderstiche |

|                                          |           |  |
| Paredes 8’ Katoto 15’, 41’ Baltimore 89’ | Marcatori |  |

| Arbitro: | Catania |

|  |           |             |
|  | Marcatori | 16’ Landeka |

| Arbitro: | Beyer |

|  |           |                                                                     |
|  | Marcatori | 4’ Marozsán 7’ Henry 21’ Le Sommer 72’ Gunnarsdóttir 90+3’ Buchanan |

| Arbitro: | Vanderstichel |

|                |           |  |
| Oparanozie 36’ | Marcatori |  |

| Arbitro: | Fournier |

|                                        |           |           |
| Škorvánková 32’ Weerden 80’ Fowler 89’ | Marcatori | 17’ Clark |

| Arbitro: | Rochebilière |

|                                           |           |           |
| Škorvánková 47’ Banusic 76’ Petermann 78’ | Marcatori | 49’ Louis |

| Arbitro: | Victoria Beyer |

|                     |           |  |
| Shaw 8’ Snoeijs 51’ | Marcatori |  |

#### Girone di ritorno
| Arbitro: | Elbour |

|                                                 |           |               |
| Peniguel 14’ Le Mouël 42’ Fleury 56’ Robert 66’ | Marcatori | 83’ Petermann |

| Montpellier 23 gennaio 2021, ore 14:30 CET 13ª giornata | Montpellier | 0 – 0 referto | Fleury | Stadio Bernard Gasset 7 - M. Ouattara (0 spett.)\| Arbitro: \| Beyer \| |
| Arbitro:                                                | Beyer       |               |        |                                                                         |

| Arbitro: | Vanderstichel |

|                                |           |             |
| Henry 5’ De Almeida 40’ (aut.) | Marcatori | 6’ Le Bihan |

| Arbitro: | Catania |

|            |           |            |
| Fowler 66’ | Marcatori | 44’ Gordon |

| Arbitro: | Guillot |

|                    |           |                                                |
| Þorvaldsdóttir 65’ | Marcatori | 36’ Landeka 45’ Puntigam 78’ Fowler 90’ Engman |

| Arbitro: | Elbour |

|  |           |                            |
|  | Marcatori | 24’ Nadim 60’, 64’ Paredes |

| Arbitro: | Rochebilière |

|  |           |                                       |
|  | Marcatori | 4’, 30’ Herrera 63’ Bussy 67’ Ouchene |

| Arbitro: | Cruchon |

|  |           |                                           |
|  | Marcatori | 18’ Petermann 31’ Fowler 90+1’ De Almeida |

| Arbitro: | Beyer |

|  |           |          |
|  | Marcatori | 76’ Shaw |

| Arbitro: | Elbour |

|                     |           |               |
| De Almeida 52’, 55’ | Marcatori | 63’ Bourgouin |

| Arbitro: | Cruchon |

|                     |           |  |
| Matéo 32’ Butel 61’ | Marcatori |  |

### Coppa di Francia
| Arbitro: | Fournier |

|                                  |           |            |
| Machart-Rabanne 14’ Zemzem 90+5’ | Marcatori | 53’ Lakrar |

## Statistiche

### Statistiche di squadra
| Competizione     | Punti | In casa | In casa | In casa | In casa | In casa | In casa | In trasferta | In trasferta | In trasferta | In trasferta | In trasferta | In trasferta | Totale | Totale | Totale | Totale | Totale | Totale | DR |
| Competizione     | Punti | G       | V       | N       | P       | Gf      | Gs      | G            | V            | N            | P            | Gf           | Gs           | G      | V      | N      | P      | Gf     | Gs     | DR |
| ---------------- | ----- | ------- | ------- | ------- | ------- | ------- | ------- | ------------ | ------------ | ------------ | ------------ | ------------ | ------------ | ------ | ------ | ------ | ------ | ------ | ------ | -- |
| Division 1       | 30    | 11      | 5       | 2       | 4       | 13      | 18      | 11           | 4            | 1            | 6            | 14           | 17           | 22     | 9      | 3      | 10     | 27     | 35     | -8 |
| Coppa di Francia | -     | -       | -       | -       | -       | -       | -       | 1            | 0            | 0            | 1            | 1            | 2            | 1      | 0      | 0      | 1      | 1      | 2      | -1 |
| Totale           | -     | 11      | 5       | 2       | 4       | 13      | 18      | 12           | 4            | 1            | 7            | 15           | 19           | 23     | 9      | 3      | 11     | 28     | 37     | -9 |

### Andamento in campionato
| Giornata  | 1 | 2 | 3 | 4 | 5 | 6 | 7 | 8 | 9 | 10 | 11 | 12 | 13 | 14 | 15 | 16 | 17 | 18 | 19 | 20 | 21 | 22 |
| --------- | - | - | - | - | - | - | - | - | - | -- | -- | -- | -- | -- | -- | -- | -- | -- | -- | -- | -- | -- |
| Luogo     | T | C | T | C | T | T | C | T | C | C  | T  | T  | C  | T  | C  | T  | C  | C  | T  | C  | C  | T  |
| Risultato | N | V | V | V | P | V | P | P | V | V  | P  | P  | N  | P  | N  | V  | P  | P  | V  | P  | V  | P  |
| Posizione | 8 | 3 | 2 | 3 | 3 | 3 | 3 | 4 | 4 | 4  | 4  | 5  | 5  | 6  | 6  | 5  | 6  | 6  | 6  | 7  | 5  | 7  |

Legenda:

Luogo: C = Casa; T = Trasferta. Risultato: V = Vittoria; N = Pareggio; P = Sconfitta.

### Statistiche delle giocatrici
| Giocatore    | Division 1 | Division 1 | Division 1  | Division 1 | Coppa di Francia | Coppa di Francia | Coppa di Francia | Coppa di Francia | Totale   | Totale | Totale      | Totale     |
| Giocatore    | Presenze   | Reti       | Ammonizioni | Espulsioni | Presenze         | Reti             | Ammonizioni      | Espulsioni       | Presenze | Reti   | Ammonizioni | Espulsioni |
| ------------ | ---------- | ---------- | ----------- | ---------- | ---------------- | ---------------- | ---------------- | ---------------- | -------- | ------ | ----------- | ---------- |
| I. Belloumou | 10         | 0          | 0           | 0          | 1                | 0                | 0                | 0                | 11       | 0      | 0           | 0          |
| C. Le Bihan  | 11         | 1          | 2           | 0          | 1                | 0                | 0                | 0                | 12       | 1      | 2           | 0          |
| A. Weerden   | 20         | 1          | 0           | 0          | 1                | 0                | 0                | 0                | 21       | 1      | 0           | 0          |